# Bohemia Poblana

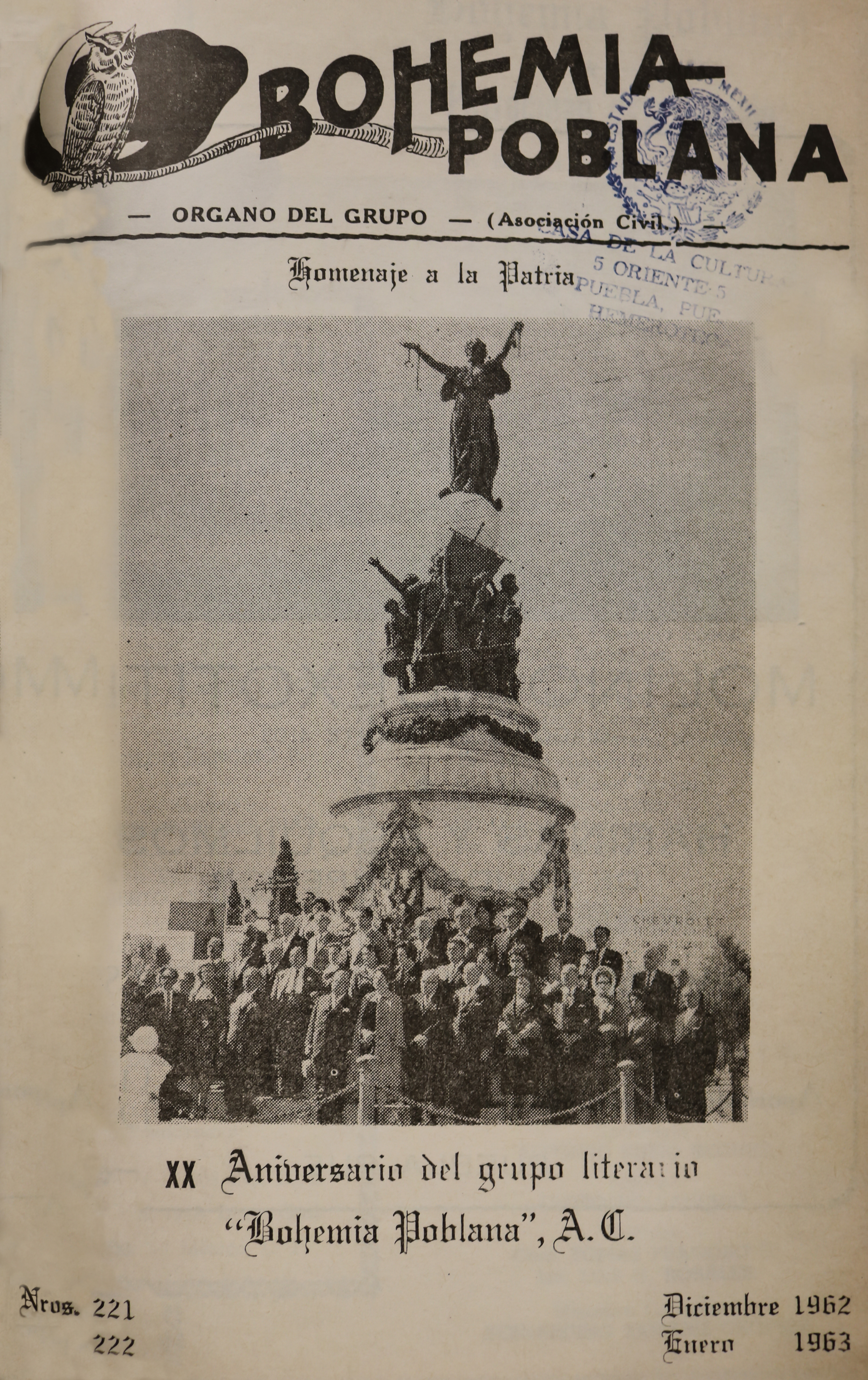
Portada de la Revista Bohemia Poblana

Bohemia Poblana A.C. fue un grupo literario fundado en la ciudad de Puebla de Zaragoza en 1942 dedicado a la difusión y promoción de la cultura.

## Historia
Su primer presidente fue el yucateco Domingo Couoh Vázquez y se constituyó en asociación civil en 1947. El grupo organizaba, entre otras actividades, recitales poéticos, exposiciones, conferencias, promoción y patrocinio de revistas y la publicación de su órgano de difusión, la revista: Bohemia Poblana cuyo fundador fue el historiador Enrique Cordero y Torres.
El grupo solía tener como huésped de honor en sus famosas sesiones-comidas mensuales a un personaje de la cultura nacional. Estas reuniones se llegaron a efectuar en conocidos restaurantes de la ciudad de Puebla como La Malinche, el Cazador, el del Hotel Colonial o el del Hotel Lastra. De esta forma fueron invitados especiales a estas reuniones José Vasconcelos, María Enriqueta Camarillo viuda de Pereyra, Artemio de Valle Arizpe, José María González de Mendoza, Gabriela Mistral, Alma Reed, Alberto María Carreño, José García Valseca entre otros poetas y escritores latinoamericanos. Durante los 50 años de su existencia, la Bohemia publicó libros sobre la historia de Puebla, la de Gómez Haro, Carreón, Cordero, Spota, Palacios, etc.; los poemas de José Recek Saade, Moreno Machuca, Diestel Pasquel, Rubio y Segura, Martínez Otero, Gregorio de Gante, Carmen Gómez Haro y varias más. Dichas obras eran distribuidas gratuitamente a diversas instituciones educativas del Estado, bibliotecas y asociados, nacionales e iberoamericanos.  
Entre sus miembros se encontraban Enrique Gómez Haro, Delfino C. Moreno, José Miguel Sarmiento, César Garibay, Gregorio de Gante, José Basilio de Unanue, Miguel Marín Hirschmann, Enrique Cordero y Torres, Tomas Fragoso Díaz, Leopoldo Sánchez Pavía, Eduardo Gómez Haro, Manuel Frías Olvera, Ignacio Machorro, Pbro. Federico Escobedo Tinoco, Guillermo Diestel Pasquel, Enrique Benítez Reyes, Ernesto Moreno Machuca, Alfonso Rubio Segura, Estanislao Ortiz, Mariano Mulliert, Eligio Mendoza, Francisco Romer Aldaz entre otras figuras. Los bohemios publicaban sus propios escritos así como de otros autores.

## Revista Bohemia Poblana
La revista mensual se imprimió en la 8 Poniente 501, cambiando después de domicilio a la Primera Privada Poniente de la 16 de Septiembre n.º 3912 Fraccionamiento Huexotitla. En sus más de 40 años de existencia la publicación cubrió una gran cantidad de temas sobre Puebla: su música, su historia, su literatura, entre otros. En sus primeros lustros tuvo un auge en la calidad que fue disminuyendo con el tiempo. Algunos números fueron de carácter  monográfico.

### Curiosidades
- El número 28 del año III de abril de 1945 contiene un título "Nuestro tercer aniversario" que es un resumen de las actividades del grupo y los contenidos de su órgano.
- En el mes de julio de 1949, Bohemia Poblana A.C. presentó a la XLVIII Legislatura del Estado un memorial con la proposición de que la ciudad de Puebla se le antepusiera el justo título de heroica, lo que fue decretado con fecha de 4 de agosto de 1950, escribiéndose desde esa fecha Heroica Puebla de Zaragoza.
- La edición n.º 157 del año 1956 está dedicada al compositor y director de orquesta poblano Domingo Díaz y Soto, quien también fue director del Conservatorio de Música y Declamación del Estado de Puebla.
- Al cumplir 25 años (1942-1967) el grupo publicó su "Libro de Plata".